# فوزی الخرافی
فوزی الخرافی (عربی: فوزي الخرافي) کارآفرین و سرمایه‌دار اهل کویت است، که بعنوان مدیرعامل گروه خرافی فعالیت می‌کند.